# Tour de France 2024
Tour de France 2024 var den 111:e upplagan av det franska etapploppet Tour de France. Cykelloppets 21 etapper kördes mellan den 29 juni och 21 juli 2024 med start i Florens i Italien och målgång i Nice. Tävling var första Tour de France som inte avslutades i Paris. Den sista etappen var ett tempolopp mellan Monaco och Nizza. Senast en Tour de France avslutades med ett tempolopp var 1989.

## Deltagande lag
| WorldTeams (18)- Decathlon-AG2R La Mondiale - Alpecin-Deceuninck - Arkéa-B&B Hotels - Astana Qazaqstan Team - Bahrain Victorious - Red Bull-Bora-Hansgrohe - Cofidis - EF Education-EasyPost - Groupama-FDJ - Ineos Grenadiers - Intermarché-Wanty - Team Visma \| Lease a Bike - Lidl-Trek - Movistar Team - Soudal Quick-Step - Team dsm-firmenich PostNL - Team Jayco AlUla - UAE Team Emirates ProTeams (4)- Israel-Premier Tech - Lotto Dstny - TotalEnergies - Uno-X Mobility |
| |

## Etapper
| Etapp | Datum  | Start – mål                                 | type        | Distans (km) | Höjdskillnad (m) | Etappvinnare       | Totalledare     |
| ----- | ------ | ------------------------------------------- | ----------- | ------------ | ---------------- | ------------------ | --------------- |
| 1     | 29 jun | Florens – Rimini                            |             | 206          | 3 847 m          | Romain Bardet      | Romain Bardet   |
| 2     | 30 jun | Cesenatico – Bologna                        |             | 199,2        | 1 858 m          | Kévin Vauquelin    | Tadej Pogačar   |
| 3     | 1 jul  | Piacenza – Turin                            |             | 230,8        | 1 315 m          | Biniam Girmay      | Richard Carapaz |
| 4     | 2 jul  | Pinerolo – Valloire                         | Bergsetapp  | 139,6        | 3 860 m          | Tadej Pogačar      | Tadej Pogačar   |
| 5     | 3 jul  | Saint-Jean-de-Maurienne – Saint-Vulbas      | Flack etapp | 177,4        | 1 002 m          | Mark Cavendish     | Tadej Pogačar   |
| 6     | 4 jul  | Mâcon – Dijon                               | Flack etapp | 163,5        | 889 m            | Dylan Groenewegen  | Tadej Pogačar   |
| 7     | 5 jul  | Nuits-Saint-Georges – Gevrey-Chambertin     | Tempoetapp  | 25,3         | 285 m            | Remco Evenepoel    | Tadej Pogačar   |
| 8     | 6 jul  | Semur-en-Auxois – Colombey-les-Deux-Églises |             | 183,4        | 2 291 m          | Biniam Girmay      | Tadej Pogačar   |
| 9     | 7 jul  | Troyes – Troyes                             |             | 199          | 2 033 m          | Anthony Turgis     | Tadej Pogačar   |
| 10    | 9 jul  | Orléans – Saint-Amand-Montrond              | Flack etapp | 187,3        | 888 m            | Jasper Philipsen   | Tadej Pogačar   |
| 11    | 10 jul | Évaux-les-Bains – Le Lioran                 | Bergsetapp  | 211          | 4 192 m          | Jonas Vingegaard   | Tadej Pogačar   |
| 12    | 11 jul | Aurillac – Villeneuve-sur-Lot               | Flack etapp | 203,6        | 2 253 m          | Biniam Girmay      | Tadej Pogačar   |
| 13    | 12 jul | Agen – Pau                                  | Flack etapp | 165,3        | 1 866 m          | Jasper Philipsen   | Tadej Pogačar   |
| 14    | 13 jul | Pau – Pla d'Adet                            | Bergsetapp  | 151,9        | 4 043 m          | Tadej Pogačar      | Tadej Pogačar   |
| 15    | 14 jul | Loudenvielle – Plateau de Beille            | Bergsetapp  | 197,7        | 5 043 m          | Tadej Pogačar      | Tadej Pogačar   |
| 16    | 16 jul | Gruissan – Nîmes                            | Flack etapp | 188,6        | 1 176 m          | Jasper Philipsen   | Tadej Pogačar   |
| 17    | 17 jul | Saint-Paul-Trois-Châteaux – SuperDévoluy    | Bergsetapp  | 177,8        | 3 007 m          | Richard Carapaz    | Tadej Pogačar   |
| 18    | 18 jul | Gap – Barcelonnette                         | Kuperat     | 179,5        | 3 033 m          | Victor Campenaerts | Tadej Pogačar   |
| 19    | 19 jul | Embrun – Isola 2000                         | Bergsetapp  | 144,6        | 4 462 m          | Tadej Pogačar      | Tadej Pogačar   |
| 20    | 20 jul | Nice – Col de la Couillole                  | Bergsetapp  | 132,8        | 4 763 m          | Tadej Pogačar      | Tadej Pogačar   |
| 21    | 21 jul | Monaco-Ville – Nice                         | Tempoetapp  | 33,7         | 728 m            | Tadej Pogačar      | Tadej Pogačar   |

## Startlista
| Team Visma \| Lease a Bike TVL | Team Visma \| Lease a Bike TVL      | Team Visma \| Lease a Bike TVL |
| ------------------------------ | ----------------------------------- | ------------------------------ |
| #                              | Cyklist                             | Placering                      |
| 1                              | Jonas Vingegaard (DEN)              | 2.                             |
| 2                              | Tiesj Benoot (BEL)                  | 49.                            |
| 3                              | Matteo Jorgenson (USA)              | 8.                             |
| 4                              | Wilco Kelderman (NED)               | 21.                            |
| 5                              | Christophe Laporte (FRA) (landsväg) | 84.                            |
| 6                              | Bart Lemmen (NED)                   | 70.                            |
| 7                              | Jan Tratnik (SLO)                   | 64.                            |
| 8                              | Wout van Aert (BEL)                 | 52.                            |

| UAE Team Emirates UAD | UAE Team Emirates UAD         | UAE Team Emirates UAD |
| --------------------- | ----------------------------- | --------------------- |
| #                     | Cyklist                       | Placering             |
| 11                    | Tadej Pogačar (SLO)           | 1.                    |
| 12                    | João Almeida (POR)            | 4.                    |
| 13                    | Juan Ayuso (ESP)              | DNF-13                |
| 14                    | Nils Politt (GER) (tempolopp) | 75.                   |
| 15                    | Pavel Sivakov (FRA)           | 32.                   |
| 16                    | Marc Soler (ESP)              | 44.                   |
| 17                    | Tim Wellens (BEL) (tempolopp) | 80.                   |
| 18                    | Adam Yates (GBR)              | 6.                    |

| Team Jayco AlUla JAY | Team Jayco AlUla JAY               | Team Jayco AlUla JAY |
| -------------------- | ---------------------------------- | -------------------- |
| #                    | Cyklist                            | Placering            |
| 21                   | Simon Yates (GBR)                  | 12.                  |
| 22                   | Luke Durbridge (AUS)               | 123.                 |
| 23                   | Dylan Groenewegen (NED) (landsväg) | 135.                 |
| 24                   | Chris Harper (AUS)                 | DNS-16               |
| 25                   | Christopher Juul-Jensen (DEN)      | 97.                  |
| 26                   | Michael Matthews (AUS)             | 89.                  |
| 27                   | Luka Mezgec (SLO)                  | 116.                 |
| 28                   | Elmar Reinders (NED)               | DNS-17               |

| Ineos Grenadiers IGD | Ineos Grenadiers IGD       | Ineos Grenadiers IGD |
| -------------------- | -------------------------- | -------------------- |
| #                    | Cyklist                    | Placering            |
| 31                   | Carlos Rodríguez (ESP)     | 7.                   |
| 32                   | Egan Bernal (COL)          | 29.                  |
| 33                   | Jonathan Castroviejo (ESP) | 53.                  |
| 34                   | Laurens De Plus (BEL)      | 15.                  |
| 35                   | Michał Kwiatkowski (POL)   | 54.                  |
| 36                   | Tom Pidcock (GBR)          | DNS-14               |
| 37                   | Geraint Thomas (GBR)       | 42.                  |
| 38                   | Ben Turner (GBR)           | 115.                 |

| Lidl-Trek LTK | Lidl-Trek LTK                               | Lidl-Trek LTK |
| ------------- | ------------------------------------------- | ------------- |
| #             | Cyklist                                     | Placering     |
| 41            | Giulio Ciccone (ITA)                        | 11.           |
| 42            | Julien Bernard (FRA)                        | 22.           |
| 43            | Tim Declercq (BEL)                          | DNS-11        |
| 44            | Ryan Gibbons (RSA) (landsväg och tempolopp) | 87.           |
| 45            | Mads Pedersen (DEN)                         | DNS-8         |
| 46            | Toms Skujiņš (LAT)                          | 45.           |
| 47            | Jasper Stuyven (BEL)                        | 61.           |
| 48            | Carlos Verona (ESP)                         | 24.           |

| Decathlon-AG2R La Mondiale DAT | Decathlon-AG2R La Mondiale DAT   | Decathlon-AG2R La Mondiale DAT |
| ------------------------------ | -------------------------------- | ------------------------------ |
| #                              | Cyklist                          | Placering                      |
| 51                             | Felix Gall (AUT)                 | 14.                            |
| 52                             | Bruno Armirail (FRA) (tempolopp) | 33.                            |
| 53                             | Sam Bennett (IRL)                | DNF-17                         |
| 54                             | Dorian Godon (FRA)               | 82.                            |
| 55                             | Paul Lapeira (FRA) (landsväg)    | 88.                            |
| 56                             | Oliver Naesen (BEL)              | 83.                            |
| 57                             | Nans Peters (FRA)                | 76.                            |
| 58                             | Nicolas Prodhomme (FRA)          | 48.                            |

| Bahrain Victorious TBV | Bahrain Victorious TBV          | Bahrain Victorious TBV |
| ---------------------- | ------------------------------- | ---------------------- |
| #                      | Cyklist                         | Placering              |
| 61                     | Peio Bilbao (ESP)               | DNF-12                 |
| 62                     | Nikias Arndt (GER)              | 111.                   |
| 63                     | Phil Bauhaus (GER)              | DNS-17                 |
| 64                     | Santiago Buitrago (COL)         | 10.                    |
| 65                     | Jack Haig (AUS)                 | 31.                    |
| 66                     | Matej Mohorič (SLO) (tempolopp) | 127.                   |
| 67                     | Wout Poels (NED)                | 43.                    |
| 68                     | Fred Wright (GBR)               | OTL-11                 |

| Soudal Quick-Step SOQ | Soudal Quick-Step SOQ             | Soudal Quick-Step SOQ |
| --------------------- | --------------------------------- | --------------------- |
| #                     | Cyklist                           | Placering             |
| 71                    | Remco Evenepoel (BEL) (tempolopp) | 3.                    |
| 72                    | Jan Hirt (CZE)                    | 67.                   |
| 73                    | Yves Lampaert (BEL)               | 125.                  |
| 74                    | Mikel Landa (ESP)                 | 5.                    |
| 75                    | Gianni Moscon (ITA)               | 86.                   |
| 76                    | Casper Pedersen (DEN)             | DNS-4                 |
| 77                    | Ilan Van Wilder (BEL)             | 26.                   |
| 78                    | Louis Vervaeke (BEL)              | DNF-14                |

| Red Bull-Bora-Hansgrohe RBH | Red Bull-Bora-Hansgrohe RBH | Red Bull-Bora-Hansgrohe RBH |
| --------------------------- | --------------------------- | --------------------------- |
| #                           | Cyklist                     | Placering                   |
| 81                          | Primož Roglič (SLO)         | DNS-13                      |
| 82                          | Nico Denz (GER)             | 110.                        |
| 83                          | Marco Haller (AUT)          | 85.                         |
| 84                          | Jai Hindley (AUS)           | 18.                         |
| 85                          | Bob Jungels (LUX)           | 37.                         |
| 86                          | Matteo Sobrero (ITA)        | 60.                         |
| 87                          | Danny van Poppel (NED)      | 120.                        |
| 88                          | Aleksandr Vlasov            | DNS-10                      |

| Groupama-FDJ GFC | Groupama-FDJ GFC               | Groupama-FDJ GFC |
| ---------------- | ------------------------------ | ---------------- |
| #                | Cyklist                        | Placering        |
| 91               | David Gaudu (FRA)              | 65.              |
| 92               | Kevin Geniets (LUX) (landsväg) | 58.              |
| 93               | Romain Grégoire (FRA)          | 41.              |
| 94               | Stefan Küng (SUI) (tempolopp)  | DNS-19           |
| 95               | Valentin Madouas (FRA)         | 25.              |
| 96               | Lenny Martinez (FRA)           | 124.             |
| 97               | Quentin Pacher (FRA)           | 46.              |
| 98               | Clément Russo (FRA)            | 102.             |

| Alpecin-Deceuninck ADC | Alpecin-Deceuninck ADC                | Alpecin-Deceuninck ADC |
| ---------------------- | ------------------------------------- | ---------------------- |
| #                      | Cyklist                               | Placering              |
| 101                    | Mathieu van der Poel (NED) (landsväg) | 96.                    |
| 102                    | Silvan Dillier (SUI)                  | 126.                   |
| 103                    | Robbe Ghys (BEL)                      | 134.                   |
| 104                    | Søren Kragh Andersen (DEN)            | OTL-12                 |
| 105                    | Axel Laurance (FRA)                   | 99.                    |
| 106                    | Jasper Philipsen (BEL)                | 128.                   |
| 107                    | Jonas Rickaert (BEL)                  | OTL-12                 |
| 108                    | Gianni Vermeersch (BEL)               | 107.                   |

| EF Education-EasyPost EFE | EF Education-EasyPost EFE         | EF Education-EasyPost EFE |
| ------------------------- | --------------------------------- | ------------------------- |
| #                         | Cyklist                           | Placering                 |
| 111                       | Richard Carapaz (ECU) (tempolopp) | 17.                       |
| 112                       | Alberto Bettiol (ITA) (landsväg)  | DNF-14                    |
| 113                       | Stefan Bissegger (SUI)            | 100.                      |
| 114                       | Rui Costa (POR) (landsväg)        | 68.                       |
| 115                       | Ben Healy (IRL)                   | 27.                       |
| 116                       | Neilson Powless (USA)             | 59.                       |
| 117                       | Sean Quinn (USA) (landsväg)       | 78.                       |
| 118                       | Marijn van den Berg (NED)         | 109.                      |

| Lotto Dstny LTD | Lotto Dstny LTD                | Lotto Dstny LTD |
| --------------- | ------------------------------ | --------------- |
| #               | Cyklist                        | Placering       |
| 121             | Arnaud De Lie (BEL) (landsväg) | 119.            |
| 122             | Cedric Beullens (BEL)          | 121.            |
| 123             | Victor Campenaerts (BEL)       | 81.             |
| 124             | Jarrad Drizners (AUS)          | 139.            |
| 125             | Sébastien Grignard (BEL)       | 129.            |
| 126             | Maxim Van Gils (BEL)           | DNS-16          |
| 127             | Harm Vanhoucke (BEL)           | 130.            |
| 128             | Brent Van Moer (BEL)           | 95.             |

| Israel-Premier Tech IPT | Israel-Premier Tech IPT | Israel-Premier Tech IPT |
| ----------------------- | ----------------------- | ----------------------- |
| #                       | Cyklist                 | Placering               |
| 131                     | Stephen Williams (GBR)  | 73.                     |
| 132                     | Pascal Ackermann (GER)  | 112.                    |
| 133                     | Guillaume Boivin (CAN)  | DNS-14                  |
| 134                     | Jakob Fuglsang (DEN)    | 38.                     |
| 135                     | Derek Gee (CAN)         | 9.                      |
| 136                     | Hugo Houle (CAN)        | 50.                     |
| 137                     | Krists Neilands (LAT)   | 66.                     |
| 138                     | Jake Stewart (GBR)      | DNS-19                  |

| Cofidis COF | Cofidis COF            | Cofidis COF |
| ----------- | ---------------------- | ----------- |
| #           | Cyklist                | Placering   |
| 141         | Guillaume Martin (FRA) | 13.         |
| 142         | Piet Allegaert (BEL)   | 114.        |
| 143         | Bryan Coquard (FRA)    | 104.        |
| 144         | Simon Geschke (GER)    | 94.         |
| 145         | Jesús Herrada (ESP)    | DNS-13      |
| 146         | Ion Izagirre (ESP)     | DNF-11      |
| 147         | Alexis Renard (FRA)    | DNF-11      |
| 148         | Axel Zingle (FRA)      | 108.        |

| Movistar Team MOV | Movistar Team MOV              | Movistar Team MOV |
| ----------------- | ------------------------------ | ----------------- |
| #                 | Cyklist                        | Placering         |
| 151               | Enric Mas (ESP)                | 19.               |
| 152               | Alex Aranburu (ESP) (landsväg) | 71.               |
| 153               | Davide Formolo (ITA)           | 72.               |
| 154               | Fernando Gaviria (COL)         | DNF-17            |
| 155               | Oier Lazkano (ESP)             | 79.               |
| 156               | Gregor Mühlberger (AUT)        | 56.               |
| 157               | Nelson Oliveira (POR)          | 51.               |
| 158               | Javier Romo (ESP)              | 23.               |

| Arkéa-B&B Hotels ARK | Arkéa-B&B Hotels ARK      | Arkéa-B&B Hotels ARK |
| -------------------- | ------------------------- | -------------------- |
| #                    | Cyklist                   | Placering            |
| 161                  | Kévin Vauquelin (FRA)     | 91.                  |
| 162                  | Amaury Capiot (BEL)       | DNF-14               |
| 163                  | Clément Champoussin (FRA) | 101.                 |
| 164                  | Arnaud Démare (FRA)       | OTL-19               |
| 165                  | Raúl García Pierna (ESP)  | 98.                  |
| 166                  | Daniel McLay (GBR)        | 136.                 |
| 167                  | Luca Mozzato (ITA)        | 137.                 |
| 168                  | Cristián Rodríguez (ESP)  | 36.                  |

| Intermarché-Wanty IWA | Intermarché-Wanty IWA  | Intermarché-Wanty IWA |
| --------------------- | ---------------------- | --------------------- |
| #                     | Cyklist                | Placering             |
| 171                   | Louis Meintjes (RSA)   | 20.                   |
| 172                   | Biniam Girmay (ERI)    | 113.                  |
| 173                   | Kobe Goossens (BEL)    | 69.                   |
| 174                   | Hugo Page (FRA)        | 117.                  |
| 175                   | Laurenz Rex (BEL)      | 118.                  |
| 176                   | Mike Teunissen (NED)   | 93.                   |
| 177                   | Gerben Thijssen (BEL)  | DNF-15                |
| 178                   | Georg Zimmermann (GER) | 77.                   |

| Team dsm-firmenich PostNL DFP | Team dsm-firmenich PostNL DFP | Team dsm-firmenich PostNL DFP |
| ----------------------------- | ----------------------------- | ----------------------------- |
| #                             | Cyklist                       | Placering                     |
| 181                           | Romain Bardet (FRA)           | 30.                           |
| 182                           | Warren Barguil (FRA)          | 40.                           |
| 183                           | John Degenkolb (GER)          | 122.                          |
| 184                           | Nils Eekhoff (NED)            | DNF-19                        |
| 185                           | Fabio Jakobsen (NED)          | DNF-12                        |
| 186                           | Oscar Onley (GBR)             | 39.                           |
| 187                           | Frank van den Broek (NED)     | 62.                           |
| 188                           | Bram Welten (NED)             | OTL-15                        |

| Astana Qazaqstan Team AST | Astana Qazaqstan Team AST | Astana Qazaqstan Team AST |
| ------------------------- | ------------------------- | ------------------------- |
| #                         | Cyklist                   | Placering                 |
| 191                       | Mark Cavendish (GBR)      | 141.                      |
| 192                       | Davide Ballerini (ITA)    | 140.                      |
| 193                       | Cees Bol (NED)            | 138.                      |
| 194                       | Yevgeniy Fedorov (KAZ)    | OTL-12                    |
| 195                       | Michele Gazzoli (ITA)     | DNF-1                     |
| 196                       | Alexej Lutsenko (KAZ)     | DNF-17                    |
| 197                       | Michael Mørkøv (DEN)      | DNS-12                    |
| 198                       | Harold Tejada (COL)       | 74.                       |

| Uno-X Mobility UXM | Uno-X Mobility UXM                  | Uno-X Mobility UXM |
| ------------------ | ----------------------------------- | ------------------ |
| #                  | Cyklist                             | Placering          |
| 201                | Magnus Cort (DEN)                   | 57.                |
| 202                | Jonas Abrahamsen (NOR)              | 55.                |
| 203                | Odd Christian Eiking (NOR)          | 34.                |
| 204                | Tobias Halland Johannessen (NOR)    | 35.                |
| 205                | Alexander Kristoff (NOR)            | 131.               |
| 206                | Johannes Kulset (NOR)               | 47.                |
| 207                | Rasmus Fossum Tiller (NOR)          | 105.               |
| 208                | Søren Wærenskjold (NOR) (tempolopp) | 133.               |

| TotalEnergies TEN | TotalEnergies TEN        | TotalEnergies TEN |
| ----------------- | ------------------------ | ----------------- |
| #                 | Cyklist                  | Placering         |
| 211               | Steff Cras (BEL)         | 16.               |
| 212               | Mathieu Burgaudeau (FRA) | 63.               |
| 213               | Sandy Dujardin (FRA)     | 132.              |
| 214               | Thomas Gachignard (FRA)  | 92.               |
| 215               | Fabien Grellier (FRA)    | 90.               |
| 216               | Jordan Jegat (FRA)       | 28.               |
| 217               | Anthony Turgis (FRA)     | 106.              |
| 218               | Mattéo Vercher (FRA)     | 103.              |

| Team Visma \| Lease a Bike TVL | Team Visma \| Lease a Bike TVL      | Team Visma \| Lease a Bike TVL |
| ------------------------------ | ----------------------------------- | ------------------------------ |
| #                              | Cyklist                             | Placering                      |
| 1                              | Jonas Vingegaard (DEN)              | 2.                             |
| 2                              | Tiesj Benoot (BEL)                  | 49.                            |
| 3                              | Matteo Jorgenson (USA)              | 8.                             |
| 4                              | Wilco Kelderman (NED)               | 21.                            |
| 5                              | Christophe Laporte (FRA) (landsväg) | 84.                            |
| 6                              | Bart Lemmen (NED)                   | 70.                            |
| 7                              | Jan Tratnik (SLO)                   | 64.                            |
| 8                              | Wout van Aert (BEL)                 | 52.                            |

| UAE Team Emirates UAD | UAE Team Emirates UAD         | UAE Team Emirates UAD |
| --------------------- | ----------------------------- | --------------------- |
| #                     | Cyklist                       | Placering             |
| 11                    | Tadej Pogačar (SLO)           | 1.                    |
| 12                    | João Almeida (POR)            | 4.                    |
| 13                    | Juan Ayuso (ESP)              | DNF-13                |
| 14                    | Nils Politt (GER) (tempolopp) | 75.                   |
| 15                    | Pavel Sivakov (FRA)           | 32.                   |
| 16                    | Marc Soler (ESP)              | 44.                   |
| 17                    | Tim Wellens (BEL) (tempolopp) | 80.                   |
| 18                    | Adam Yates (GBR)              | 6.                    |

| Team Jayco AlUla JAY | Team Jayco AlUla JAY               | Team Jayco AlUla JAY |
| -------------------- | ---------------------------------- | -------------------- |
| #                    | Cyklist                            | Placering            |
| 21                   | Simon Yates (GBR)                  | 12.                  |
| 22                   | Luke Durbridge (AUS)               | 123.                 |
| 23                   | Dylan Groenewegen (NED) (landsväg) | 135.                 |
| 24                   | Chris Harper (AUS)                 | DNS-16               |
| 25                   | Christopher Juul-Jensen (DEN)      | 97.                  |
| 26                   | Michael Matthews (AUS)             | 89.                  |
| 27                   | Luka Mezgec (SLO)                  | 116.                 |
| 28                   | Elmar Reinders (NED)               | DNS-17               |

| Ineos Grenadiers IGD | Ineos Grenadiers IGD       | Ineos Grenadiers IGD |
| -------------------- | -------------------------- | -------------------- |
| #                    | Cyklist                    | Placering            |
| 31                   | Carlos Rodríguez (ESP)     | 7.                   |
| 32                   | Egan Bernal (COL)          | 29.                  |
| 33                   | Jonathan Castroviejo (ESP) | 53.                  |
| 34                   | Laurens De Plus (BEL)      | 15.                  |
| 35                   | Michał Kwiatkowski (POL)   | 54.                  |
| 36                   | Tom Pidcock (GBR)          | DNS-14               |
| 37                   | Geraint Thomas (GBR)       | 42.                  |
| 38                   | Ben Turner (GBR)           | 115.                 |

| Lidl-Trek LTK | Lidl-Trek LTK                               | Lidl-Trek LTK |
| ------------- | ------------------------------------------- | ------------- |
| #             | Cyklist                                     | Placering     |
| 41            | Giulio Ciccone (ITA)                        | 11.           |
| 42            | Julien Bernard (FRA)                        | 22.           |
| 43            | Tim Declercq (BEL)                          | DNS-11        |
| 44            | Ryan Gibbons (RSA) (landsväg och tempolopp) | 87.           |
| 45            | Mads Pedersen (DEN)                         | DNS-8         |
| 46            | Toms Skujiņš (LAT)                          | 45.           |
| 47            | Jasper Stuyven (BEL)                        | 61.           |
| 48            | Carlos Verona (ESP)                         | 24.           |

| Decathlon-AG2R La Mondiale DAT | Decathlon-AG2R La Mondiale DAT   | Decathlon-AG2R La Mondiale DAT |
| ------------------------------ | -------------------------------- | ------------------------------ |
| #                              | Cyklist                          | Placering                      |
| 51                             | Felix Gall (AUT)                 | 14.                            |
| 52                             | Bruno Armirail (FRA) (tempolopp) | 33.                            |
| 53                             | Sam Bennett (IRL)                | DNF-17                         |
| 54                             | Dorian Godon (FRA)               | 82.                            |
| 55                             | Paul Lapeira (FRA) (landsväg)    | 88.                            |
| 56                             | Oliver Naesen (BEL)              | 83.                            |
| 57                             | Nans Peters (FRA)                | 76.                            |
| 58                             | Nicolas Prodhomme (FRA)          | 48.                            |

| Bahrain Victorious TBV | Bahrain Victorious TBV          | Bahrain Victorious TBV |
| ---------------------- | ------------------------------- | ---------------------- |
| #                      | Cyklist                         | Placering              |
| 61                     | Peio Bilbao (ESP)               | DNF-12                 |
| 62                     | Nikias Arndt (GER)              | 111.                   |
| 63                     | Phil Bauhaus (GER)              | DNS-17                 |
| 64                     | Santiago Buitrago (COL)         | 10.                    |
| 65                     | Jack Haig (AUS)                 | 31.                    |
| 66                     | Matej Mohorič (SLO) (tempolopp) | 127.                   |
| 67                     | Wout Poels (NED)                | 43.                    |
| 68                     | Fred Wright (GBR)               | OTL-11                 |

| Soudal Quick-Step SOQ | Soudal Quick-Step SOQ             | Soudal Quick-Step SOQ |
| --------------------- | --------------------------------- | --------------------- |
| #                     | Cyklist                           | Placering             |
| 71                    | Remco Evenepoel (BEL) (tempolopp) | 3.                    |
| 72                    | Jan Hirt (CZE)                    | 67.                   |
| 73                    | Yves Lampaert (BEL)               | 125.                  |
| 74                    | Mikel Landa (ESP)                 | 5.                    |
| 75                    | Gianni Moscon (ITA)               | 86.                   |
| 76                    | Casper Pedersen (DEN)             | DNS-4                 |
| 77                    | Ilan Van Wilder (BEL)             | 26.                   |
| 78                    | Louis Vervaeke (BEL)              | DNF-14                |

| Red Bull-Bora-Hansgrohe RBH | Red Bull-Bora-Hansgrohe RBH | Red Bull-Bora-Hansgrohe RBH |
| --------------------------- | --------------------------- | --------------------------- |
| #                           | Cyklist                     | Placering                   |
| 81                          | Primož Roglič (SLO)         | DNS-13                      |
| 82                          | Nico Denz (GER)             | 110.                        |
| 83                          | Marco Haller (AUT)          | 85.                         |
| 84                          | Jai Hindley (AUS)           | 18.                         |
| 85                          | Bob Jungels (LUX)           | 37.                         |
| 86                          | Matteo Sobrero (ITA)        | 60.                         |
| 87                          | Danny van Poppel (NED)      | 120.                        |
| 88                          | Aleksandr Vlasov            | DNS-10                      |

| Groupama-FDJ GFC | Groupama-FDJ GFC               | Groupama-FDJ GFC |
| ---------------- | ------------------------------ | ---------------- |
| #                | Cyklist                        | Placering        |
| 91               | David Gaudu (FRA)              | 65.              |
| 92               | Kevin Geniets (LUX) (landsväg) | 58.              |
| 93               | Romain Grégoire (FRA)          | 41.              |
| 94               | Stefan Küng (SUI) (tempolopp)  | DNS-19           |
| 95               | Valentin Madouas (FRA)         | 25.              |
| 96               | Lenny Martinez (FRA)           | 124.             |
| 97               | Quentin Pacher (FRA)           | 46.              |
| 98               | Clément Russo (FRA)            | 102.             |

| Alpecin-Deceuninck ADC | Alpecin-Deceuninck ADC                | Alpecin-Deceuninck ADC |
| ---------------------- | ------------------------------------- | ---------------------- |
| #                      | Cyklist                               | Placering              |
| 101                    | Mathieu van der Poel (NED) (landsväg) | 96.                    |
| 102                    | Silvan Dillier (SUI)                  | 126.                   |
| 103                    | Robbe Ghys (BEL)                      | 134.                   |
| 104                    | Søren Kragh Andersen (DEN)            | OTL-12                 |
| 105                    | Axel Laurance (FRA)                   | 99.                    |
| 106                    | Jasper Philipsen (BEL)                | 128.                   |
| 107                    | Jonas Rickaert (BEL)                  | OTL-12                 |
| 108                    | Gianni Vermeersch (BEL)               | 107.                   |

| EF Education-EasyPost EFE | EF Education-EasyPost EFE         | EF Education-EasyPost EFE |
| ------------------------- | --------------------------------- | ------------------------- |
| #                         | Cyklist                           | Placering                 |
| 111                       | Richard Carapaz (ECU) (tempolopp) | 17.                       |
| 112                       | Alberto Bettiol (ITA) (landsväg)  | DNF-14                    |
| 113                       | Stefan Bissegger (SUI)            | 100.                      |
| 114                       | Rui Costa (POR) (landsväg)        | 68.                       |
| 115                       | Ben Healy (IRL)                   | 27.                       |
| 116                       | Neilson Powless (USA)             | 59.                       |
| 117                       | Sean Quinn (USA) (landsväg)       | 78.                       |
| 118                       | Marijn van den Berg (NED)         | 109.                      |

| Lotto Dstny LTD | Lotto Dstny LTD                | Lotto Dstny LTD |
| --------------- | ------------------------------ | --------------- |
| #               | Cyklist                        | Placering       |
| 121             | Arnaud De Lie (BEL) (landsväg) | 119.            |
| 122             | Cedric Beullens (BEL)          | 121.            |
| 123             | Victor Campenaerts (BEL)       | 81.             |
| 124             | Jarrad Drizners (AUS)          | 139.            |
| 125             | Sébastien Grignard (BEL)       | 129.            |
| 126             | Maxim Van Gils (BEL)           | DNS-16          |
| 127             | Harm Vanhoucke (BEL)           | 130.            |
| 128             | Brent Van Moer (BEL)           | 95.             |

| Israel-Premier Tech IPT | Israel-Premier Tech IPT | Israel-Premier Tech IPT |
| ----------------------- | ----------------------- | ----------------------- |
| #                       | Cyklist                 | Placering               |
| 131                     | Stephen Williams (GBR)  | 73.                     |
| 132                     | Pascal Ackermann (GER)  | 112.                    |
| 133                     | Guillaume Boivin (CAN)  | DNS-14                  |
| 134                     | Jakob Fuglsang (DEN)    | 38.                     |
| 135                     | Derek Gee (CAN)         | 9.                      |
| 136                     | Hugo Houle (CAN)        | 50.                     |
| 137                     | Krists Neilands (LAT)   | 66.                     |
| 138                     | Jake Stewart (GBR)      | DNS-19                  |

| Cofidis COF | Cofidis COF            | Cofidis COF |
| ----------- | ---------------------- | ----------- |
| #           | Cyklist                | Placering   |
| 141         | Guillaume Martin (FRA) | 13.         |
| 142         | Piet Allegaert (BEL)   | 114.        |
| 143         | Bryan Coquard (FRA)    | 104.        |
| 144         | Simon Geschke (GER)    | 94.         |
| 145         | Jesús Herrada (ESP)    | DNS-13      |
| 146         | Ion Izagirre (ESP)     | DNF-11      |
| 147         | Alexis Renard (FRA)    | DNF-11      |
| 148         | Axel Zingle (FRA)      | 108.        |

| Movistar Team MOV | Movistar Team MOV              | Movistar Team MOV |
| ----------------- | ------------------------------ | ----------------- |
| #                 | Cyklist                        | Placering         |
| 151               | Enric Mas (ESP)                | 19.               |
| 152               | Alex Aranburu (ESP) (landsväg) | 71.               |
| 153               | Davide Formolo (ITA)           | 72.               |
| 154               | Fernando Gaviria (COL)         | DNF-17            |
| 155               | Oier Lazkano (ESP)             | 79.               |
| 156               | Gregor Mühlberger (AUT)        | 56.               |
| 157               | Nelson Oliveira (POR)          | 51.               |
| 158               | Javier Romo (ESP)              | 23.               |

| Arkéa-B&B Hotels ARK | Arkéa-B&B Hotels ARK      | Arkéa-B&B Hotels ARK |
| -------------------- | ------------------------- | -------------------- |
| #                    | Cyklist                   | Placering            |
| 161                  | Kévin Vauquelin (FRA)     | 91.                  |
| 162                  | Amaury Capiot (BEL)       | DNF-14               |
| 163                  | Clément Champoussin (FRA) | 101.                 |
| 164                  | Arnaud Démare (FRA)       | OTL-19               |
| 165                  | Raúl García Pierna (ESP)  | 98.                  |
| 166                  | Daniel McLay (GBR)        | 136.                 |
| 167                  | Luca Mozzato (ITA)        | 137.                 |
| 168                  | Cristián Rodríguez (ESP)  | 36.                  |

| Intermarché-Wanty IWA | Intermarché-Wanty IWA  | Intermarché-Wanty IWA |
| --------------------- | ---------------------- | --------------------- |
| #                     | Cyklist                | Placering             |
| 171                   | Louis Meintjes (RSA)   | 20.                   |
| 172                   | Biniam Girmay (ERI)    | 113.                  |
| 173                   | Kobe Goossens (BEL)    | 69.                   |
| 174                   | Hugo Page (FRA)        | 117.                  |
| 175                   | Laurenz Rex (BEL)      | 118.                  |
| 176                   | Mike Teunissen (NED)   | 93.                   |
| 177                   | Gerben Thijssen (BEL)  | DNF-15                |
| 178                   | Georg Zimmermann (GER) | 77.                   |

| Team dsm-firmenich PostNL DFP | Team dsm-firmenich PostNL DFP | Team dsm-firmenich PostNL DFP |
| ----------------------------- | ----------------------------- | ----------------------------- |
| #                             | Cyklist                       | Placering                     |
| 181                           | Romain Bardet (FRA)           | 30.                           |
| 182                           | Warren Barguil (FRA)          | 40.                           |
| 183                           | John Degenkolb (GER)          | 122.                          |
| 184                           | Nils Eekhoff (NED)            | DNF-19                        |
| 185                           | Fabio Jakobsen (NED)          | DNF-12                        |
| 186                           | Oscar Onley (GBR)             | 39.                           |
| 187                           | Frank van den Broek (NED)     | 62.                           |
| 188                           | Bram Welten (NED)             | OTL-15                        |

| Astana Qazaqstan Team AST | Astana Qazaqstan Team AST | Astana Qazaqstan Team AST |
| ------------------------- | ------------------------- | ------------------------- |
| #                         | Cyklist                   | Placering                 |
| 191                       | Mark Cavendish (GBR)      | 141.                      |
| 192                       | Davide Ballerini (ITA)    | 140.                      |
| 193                       | Cees Bol (NED)            | 138.                      |
| 194                       | Yevgeniy Fedorov (KAZ)    | OTL-12                    |
| 195                       | Michele Gazzoli (ITA)     | DNF-1                     |
| 196                       | Alexej Lutsenko (KAZ)     | DNF-17                    |
| 197                       | Michael Mørkøv (DEN)      | DNS-12                    |
| 198                       | Harold Tejada (COL)       | 74.                       |

| Uno-X Mobility UXM | Uno-X Mobility UXM                  | Uno-X Mobility UXM |
| ------------------ | ----------------------------------- | ------------------ |
| #                  | Cyklist                             | Placering          |
| 201                | Magnus Cort (DEN)                   | 57.                |
| 202                | Jonas Abrahamsen (NOR)              | 55.                |
| 203                | Odd Christian Eiking (NOR)          | 34.                |
| 204                | Tobias Halland Johannessen (NOR)    | 35.                |
| 205                | Alexander Kristoff (NOR)            | 131.               |
| 206                | Johannes Kulset (NOR)               | 47.                |
| 207                | Rasmus Fossum Tiller (NOR)          | 105.               |
| 208                | Søren Wærenskjold (NOR) (tempolopp) | 133.               |

| TotalEnergies TEN | TotalEnergies TEN        | TotalEnergies TEN |
| ----------------- | ------------------------ | ----------------- |
| #                 | Cyklist                  | Placering         |
| 211               | Steff Cras (BEL)         | 16.               |
| 212               | Mathieu Burgaudeau (FRA) | 63.               |
| 213               | Sandy Dujardin (FRA)     | 132.              |
| 214               | Thomas Gachignard (FRA)  | 92.               |
| 215               | Fabien Grellier (FRA)    | 90.               |
| 216               | Jordan Jegat (FRA)       | 28.               |
| 217               | Anthony Turgis (FRA)     | 106.              |
| 218               | Mattéo Vercher (FRA)     | 103.              |

Förklaringar
DNF = Fullföljde inte — OTL = Utanför tidsgränsen — DNS = Startade inte — DSQ = Diskvalificerad